# Jablanički upravni okrug
Jablanički upravni okrug (ćirilično: Јабланички управни округ) se nalazi u Južnoj Srbiji, na granici s Kosovom i Bugarskom. Sjedište okruga je grad Leskovac sa 110 000 stanovnika.

## Općine
Jablanački upravni okrug sastoji se od grada Leskovca i pet općina.
Općine su:
- Bojnik
- Crna Trava
- Lebane
- Medveđa
- Vlasotince

## Stanovništvo
Prema popisu stanovništva iz 2002. godine u Jablanačkom upravnom okrugu živi 240.923 stanovnika, raspoređenih u 336 naselja od čega sedam gradova i 329 seoskih naselja. Prosječna gustoća naseljenosti je 87 stan./km².
Prema podacima iz 2002. godine, etnički sastav stanovništva je:
- Srbi 240.923
- Crnogorci 725
- Jugoslaveni 147
- Romi 9.900
- Albanci 2.481
- Makedonci 326
- Bugari 109
- Hrvati 93
- neizjašnjeni 692
- nepoznato 724